# Литературна награда на Фондация „Конрад Аденауер“
Международната литературна награда на Фондация „Конрад Аденауер“ (на немски: Literaturpreis der Konrad-Adenauer-Stiftung) е учредена през 1993 г. Отличието се присъжда на писатели, чиито творби притежават както „политическо-обществено значение“, така и „естетическо-литературна стойност“. Награждават се автори, които „дават слово на свободата“.
Отличието е на стойност 15 000 € и се присъжда ежегодно във Ваймар.

## Носители на наградата (подбор)
- Сара Кирш (1993)
- Валтер Кемповски (1994)
- Хилде Домин (1995)
- Гюнтер де Бройн (1996)
- Томас Хюрлиман (1997)
- Норберт Гщрайн (2001)
- Адам Загаевски (2002)
- Херта Мюлер (2004)
- Вулф Кирстен (2005)
- Петра Морсбах (2007)
- Ралф Ротман (2008)
- Уве Телкамп (2009)
- Сеес Нотебоом (2010)
- Арно Гайгер (2011)
- Мартин Мозебах (2013)
- Михаел Клееберг (2016)
- Михаел Кьолмайер (2017)